# Абушково
Абушко́во — деревня в Лотошинском районе Московской области России.
Относится к городскому поселению Лотошино, до реформы 2006 года относилась к Монасеинскому сельскому округу. Население — 1 чел. (2010).

## География
Расположена в северо-западной части городского поселения, примерно в 8 км к северо-западу от районного центра — посёлка городского типа Лотошино, на левом берегу реки Руссы, впадающей в Лобь. Соседние населённые пункты — деревни Калицино, Харпай и Верейки.

## Исторические сведения
Название связано с некалендарным личным именем Обушо́к.
По сведениям 1859 года — деревня Татьянковской волости Старицкого уезда Тверской губернии (Калицынский приход) в 45 верстах от уездного города, на возвышенности, при реке Русце, с 10 дворами, прудом, 2 колодцами и 80 жителями (40 мужчин, 40 женщин).
В «Списке населённых мест» 1862 года Абушково — владельческая деревня 2-го стана Старицкого уезда по Волоколамскому тракту, при реке Рузце, с 10 дворами и 85 жителями (30 мужчин, 55 женщин).
В 1886 году — 19 дворов и 95 жителей (45 мужчин, 50 женщин).
В 1915 году насчитывалось 24 двора, а деревня относилась к Федосовской волости.
С 1929 года — населённый пункт в составе Лотошинского района Московской области.

## Население
| 1859 | 1886 | 2002 | 2006 | 2010 |
| ---- | ---- | ---- | ---- | ---- |
| 80   | ↗95  | ↘6   | ↘5   | ↘1   |